# Thecla dolium
Thecla dolium är en fjärilsart som beskrevs av Druce 1907. Thecla dolium ingår i släktet Thecla och familjen juvelvingar. Inga underarter finns listade i Catalogue of Life.